# Masaru Inoue
| Asteroidi scoperti: 12                                                     | Asteroidi scoperti: 12 | Asteroidi scoperti: 12 |
| -------------------------------------------------------------------------- | ---------------------- | ---------------------- |
| 3432 Kobuchizawa                                                           | 7 marzo 1986           | [1] [2]                |
| 4033 Yatsugatake                                                           | 16 marzo 1986          | [1]                    |
| 4219 Nakamura                                                              | 19 febbraio 1988       | [1]                    |
| 4577 Chikako                                                               | 30 novembre 1988       | [3]                    |
| 4634 Shibuya                                                               | 16 gennaio 1988        | [1]                    |
| 5403 Takachiho                                                             | 20 febbraio 1990       | [3]                    |
| (7514) 1986 ED                                                             | 7 marzo 1986           | [1] [2]                |
| (8830) 1988 VZ                                                             | 7 novembre 1988        | [3]                    |
| 9746 Kazukoichikawa                                                        | 7 novembre 1988        | [3]                    |
| (12691) 1988 VF2                                                           | 7 novembre 1988        | [3]                    |
| 26829 Sakaihoikuen                                                         | 30 novembre 1989       | [3]                    |
| 35062 Sakuranosyou                                                         | 12 marzo 1988          | [1]                    |
| - [1] con Osamu Muramatsu - [2] con Takeshi Urata - [3] con Yoshio Kushida |                        |                        |

Masaru Inoue (井上傑; ...) è un astronomo giapponese.
Inoue ha scoperto 12 asteroidi.